# 바람처럼 파도처럼
《바람처럼 파도처럼》은 1998년 6월 29일부터 1998년 10월 24일까지 방영된 한국방송공사 2TV 아침드라마로, 서로 사랑해서 결혼했지만 불행한 결혼생활로 끝내 이혼한 부부가 이혼 후 여러 가지 힘든 일들을 겪으며 결국엔 화해하게 되는 모습을 따뜻한 시선으로 그렸다.
한편, 이산가족의 한과 벤처기업의 성공담을 그려나가겠다는 의지를 폈으나 "아침드라마 2편 중복 편성" 뿐 아니라 내용을 가다듬어 화면에 분위기를 살려내는 연출의 몫이 서툴러 장면 전환이 거친 데다가 극중 인물의 얼굴 표정과 각도를 다양하게 살리지 못했다는 지적을 받았다.

## 등장 인물
- 김세윤
- 남능미
- 김주승
- 양미경
- 김서라
- 김규철
- 김하균
- 송채환
- 임혁주
- 안해숙
- 조재현
- 김해숙
- 윤지숙
- 안영주
- 이원발
- 이배국
- 김창숙
- 김형자
- 문회원
- 노현희
- 신주리
- 손민우
- 조성규
- 박근형
- 이미경
- 이영후
- 정성모
- 김승환
- 이지형
- 박찬환
- 조민수
- 김병세
- 박형준
- 박상아
- 강미
- 손종범
- 이일웅
- 봉혜선
- 주부진
- 양택조
- 이한위
- 주호성
- 남주희
- 박칠용
- 강민석
- 김진국
- 권이지
- 구자미
- 이칸희
- 강경헌
- 김애란
- 서동수
- 김준수
- 박철
- 하다솜
- 김서형
- 박현정
- 이재연
- 강민규